# Министр здравоохранения Канады
Мини́стр здравоохране́ния (англ. Minister of Health, фр. Ministre de la Santé) — министр короны в канадском кабинете министров, ответственный за контроль в министерстве здравоохранения федерального правительства (Министерство здравоохранения Канады) и за применением Агентством здравоохранения Канады Канадского закона о здравоохранении, регулирующего сферу страхования здоровья престарелых.
Министр здравоохранения также отвечает за:
- Канадский наркологический центр
- Канадские институты изучения здоровья
- Комиссию по анализу информации об опасных материалах
- Национальный консультативный совет по старению (совместно с министром по делам пожилых).
- Комитет по надзору за ценами на готовые лекарства

## История
До 1944 обязанности современного министра здравоохранения исполнял не назначаемый в настоящее время министр пенсий и национального здравоохранения. С 1944 по 1996 эта должность называлась «министр национального здравоохранения и социального обеспечения».

## Министры
| 1.  | Дэвид Дингуолл       | 12 июля 1996 — 10 июня 1997      | при премьер-министре Жане Кретьене   |
| 2.  | Аллан Рок            | 11 июня 1997 — 14 января 2002    | при премьер-министре Жане Кретьене   |
| 3.  | Энн Маклеллан        | 15 января 2002 — 11 декабря 2003 | при премьер-министре Жане Кретьене   |
| 4.  | Пьер Петтигрю        | 12 декабря 2003 — 19 июля 2004   | при премьер-министре Поле Мартине    |
| 5.  | Удджал Досанджх      | 20 июля 2004 — 5 февраля 2006    | при премьер-министре Поле Мартине    |
| 6.  | Тони Клемент         | 6 февраля 2006 — 29 октября 2008 | при премьер-министре Стивене Харпере |
| 7.  | Леона Аглуккак       | 30 октября 2008 — 15 июля 2013   | при премьер-министре Стивене Харпере |
| 8.  | Рона Эмброуз         | 15 июля 2013 — 4 ноября 2015     | при премьер-министре Стивене Харпере |
| 9.  | Джейн Филпотт        | 4 ноября 2015 — 28 августа 2017  | при премьер-министре Джастине Трюдо  |
| 10. | Жинетт Петипа-Тейлор | 28 августа 2017 — 20 ноября 2019 | при премьер-министре Джастине Трюдо  |
| 11. | Патти Хайду          | 20 ноября 2019 — 26 октября 2021 | при премьер-министре Джастине Трюдо  |
| 12. | Жан-Ив Дюкло         | 26 октября 2021 — 26 июля 2023   | при премьер-министре Джастине Трюдо  |
| 13. | Марк Холланд         | 26 июля 2023 — 14 марта 2025     | при премьер-министре Джастине Трюдо  |
| 14. | Камал Хера           | 14 марта 2025 — 13 мая 2025      | при премьер-министре Марке Карни     |
| 15. | Маржори Мишель       | 13 мая 2025 — н. в.              | при премьер-министре Марке Карни     |